# Horváth Ibolya
Horváth Ibolya (Csorna, 1952. február 27. – Győr, 2005. június 29.) Aase-díjas magyar színésznő, a Győri Nemzeti Színház Örökös Tagja.

## Életpályája
Csornán született 1952. február 27-én.  A győri Tanítóképző Főiskolán szerzett tanítói diplomát 1977-ben. Színészi pályáját 1970-ben csoportos szereplőként kezdte a Győri Kisfaludy Színházban. 1978-ban már színésznőként szerződött a Veszprémi Petőfi Színházhoz. 1982-től ismét a Győrben játszott. 2003-ban Aase-díjat kapott. 2005-ben 53 évesen hunyt el.
A Győri Nemzeti Színház Örökös Tagja.

## Fontosabb színházi szerepei
- Tennessee Williams: A vágy villamosa... Stella
- Tennessee Williams: Nyár és füst... Mrs. Winemiller
- Johann Nestroy: A talizmán... Salome
- Csiky Gergely: A nagymama... Márta; Karolin (a leánynevelőintézet főnöknője)
- Barta Lajos: Szerelem... Lujza
- Valentyin Petrovics Katajev – Aldobolyi Nagy György: Bolond vasárnap... Olga
- Plautus: A bögre... Paedria
- Jevgenyij Lvovics Svarc: A sárkány... Elza
- John Kander – Fred Ebb: Kabaré... Kost kisasszony
- Anton Pavlovics Csehov: Sirály... Polina
- Makszim Gorkij: Éjjeli menedékhely... Kvasnya
- John Parick: Teaház az Augusztusi Holdhoz... Higa Jiga
- Arthur Miller: A salemi boszorkányok... Tituba; Anna
- William Somerset Maugham – Nádas Gábor – Szenes Iván: Imádok férjhez menni!... Mrs. Pogson
- Edmond Rostand: Cyrano de Bergerac... Liza
- Robert Harling: Acélmagnóliák... Truvy
- Móricz Zsigmond: Nem élhetek muzsikaszó nélkül... Pepi néni
- Móricz Zsigmond: Rokonok... Kati néni
- William Shakespeare: III. Richárd... Anna
- William Shakespeare: Rómeó és Júlia... Lady Montague
- Szabó Magda: Régimódi történet... Stilmungus Mária
- Szirmai Albert – Bakonyi Károly: Mágnás Miska... Korláth grófnő
- Georges Feydeau: Bolha a fülbe... Olympe Ferrailon
- Nell Dunn: Gőzben... Jane
- Neil Simon: Furcsa pár... Vera
- Robert Thomas: Nyolc nő... Gaby (az anya)
- Heltai Jenő: A néma levente... Nardella (dajka)
- Michel Tremblay: Sógornők... Rhéaune Bibeau
- Brandon Thomas: Charley nénje... Donna Lucia D'Alvadorez (a Charley nénje)
- Federico García Lorca: Bernarda Alba háza... Poncia
- Borisz Leonyidovics Paszternak: Doktor Zsivágó... Anna Alekszandrovna (Gromeko felesége)

## Filmek, tv
- Anton Pavlovics Csehov: Sirály (színházi előadás tv-felvétel 1989)
- Ábel az országban (1994)
- Komédiások – Színház az egész... (2000)...Kutas Jolánka

## Díjak, elismerések
- Aase-díj (2003)
- Győri Nemzeti Színház Örökös Tagja